# Jamie Carragher
James Lee Duncan Carragher (n. 28 ianuarie, 1978, Bootle, Merseyside) este un fotbalist englez, produs al clubului Liverpool F.C., care a strâns selecții și în echipa națională a Angliei. Este apreciat de fani pentru determinarea și atitudinea sa pe teren, precum și pentru umilitatea demonstrată în afara lui.
Sub comanda lui Rafael Benítez, Carragher a trecut de la postul de fundaș lateral la cel de fundaș central, continuând însă să-și sprijine echipa în atac. Carragher a strâns mai mult de 400 de prezențe în tricoul lui Liverpool, devenind al 24-lea jucător din istoria clubului care a reușit această performanță.

## Carieră de club
Carragher a fost primit în echipa de tineret a lui Liverpool pe când era adolescent, în ciuda faptului că în copilărie fusese susținător ai marilor rivali de la Everton FC. Talentat, Carragher a urmat cursurile școlii F.A. de excelență și a fost component al echipei lui Liverpool care în 1996 a câștigat Cupa F.A. pentru tineret; în acea echipă se regăsea și bunul său prieten Michael Owen.
A semnat un contract de profesionist cu Liverpool în octombrie 1996 și a debutat trei luni mai târziu în a doua manșă a semifinalei din Cupa Coca-Cola, împotriva lui Middlesbrough, înlocuindu-l pe Rob Jones. Debutul în Premiership a fost împotriva „ciocănarilor” de la West Ham United, tot ca rezervă. În următorul meci, împotriva lui Aston Villa, a început ca titular și a reușit să marcheze un gol. În sezonul următor Carragher a devenit un titular indiscutabil și era considerat un jucător de perspectivă pentru naționala Angliei - spre sfârșitul sezonului 1998-99 a jucat pentru prima oară ca titular în formația Angliei.
În primii ani ai carierei sale antrenorii nu s-au decis pe ce poziție să joace, fiind pe rând fundaș central, fundaș dreapta, stânga și chiar mijlocaș la închidere. Această indecizie era să-l coste locul de titular. În sezonul 1999-00 a jucat mai mult fundaș dreapta, în 2000-2001 fundaș stânga, reușind să devină favoritul fanilor pentru determinarea sa și pentru viteza de reacție.
Următoarele sezoane au fost unele ratate pentru Carragher din cauza accidentărilor succesive. În sezonul 2004-05, însă, Carragher avea să-și ia revanșa. Noul antrenor al lui Liverpool, Rafa Benítez, a decis să-l mute în centrul defensivei, alături de Sami Hyypiä (pe flancuri jucau John Arne Riise și Steve Finnan). Carragher a strâns 56 de prezențe în acel sezon, formând cu Hyypiä unul din cele mai bune cupluri defensive din Europa. Forța, poziționarea și mentalitatea de învingător ale lui Carragher s-au dovedit cruciale în câștigarea de către Liverpool F.C. a Ligii Campionilor. Două momente memorabile ale finalei au fost două recuperări ale lui Carragher în postura de ultim apărător, deși suferea de crampe musculare. La sfârșitul campaniei, Carragher a fost votat jucătorul anului de către fani.
Pe 8 iulie 2005, Jamie Carragher a semnat un nou contract, pe patru ani, cu Liverpool, alături de prietenul său Steven Gerrard. Pe 26 iulie 2005 a marcat primul său gol pentru Liverpool după șase ani, într-un meci din preliminariile Ligii Campionilor. Pe 26 august 2005 a ridicat deasupra capului trofeul Supercupei Europei, după finala câștigată de Liverpool împotriva celor de la CSKA Moscova. Carragher a fost atunci căpitan, înlocuindu-l pe accidentatul Gerrard.
Cu ocazia disputării celei de-a doua manșe a semifinalei Champions League, împotriva lui Chelsea, pe 1 mai 2007, Carragher a stabilit recordul de prezențe în competițiile europene pentru Liverpool F.C.. A fost meciul său cu numărul 90, doborând recordul lui Ian Callaghan de 89 de partide (între 1964 și 1978). A fost ales atunci jucător meciului, așa cum, tot în sezonul 2006-07, Carragher a fost votat jucătorul anului la Liverpool de către fani.

## Carieră internațională
În 1996, înainte de a semna primul său contract de profesionist, Carragher a debutat în echipe sub-21 a Angliei. A devenit titular, jucând pe postul de mijlocaș defensiv, iar apoi căpitan. Deține recordul de selecții (27).
Pe 28 aprilie 1999 Carragher a debutat la echipa de seniori, intrând ca rezervă în meciul contra Ungariei. Ca titular a debutat împotriva Olandei în 2001, pe White Hart Lane. A ratat Cupa Mondială din 2002 datorită unei leziuni, dar a participat, fără însă a prinde vreun minut pe teren, la Campionatul European de Fotbal din 2004. A participat la Cupa Mondială din 2006, la început nu ca titular, dar înlocuindu-l apoi pe Gary Neville. Din păcate pentru Anglia, Carragher a fost unul dintre cei trei jucători englezi care au ratat penalty-uri împotriva Portugaliei, în sferturile competiției. Tristețea a fost sporită de faptul că Jamie Carragher reușise să transforme penalty-ul, dar arbitrul a văzut ceva în neregulă și l-a obligat să repete execuția.

## Viața privată
În 2005 Jamie Carragher a apărut într-un videoclip împotriva agresiunii în școli, intitulat „Stand Tall”. În luna iulie a aceluiași an Carragher s-a căsătorit cu Nicola Hart, pe care o cunoștea din copilărie. Cei doi au în prezent doi copii, James și Mia.

## Statistici
| Rezultate la club | Rezultate la club | Rezultate la club | Campionat | Campionat | Cupă     | Cupă   | Cupa Ligii | Cupa Ligii | Continental | Continental | Total    | Total  |
| Sezon             | Club              | Campionat         | Apariții  | Goluri    | Apariții | Goluri | Apariții   | Apariții   | Apariții    | Goluri      | Apariții | Goluri |
| ----------------- | ----------------- | ----------------- | --------- | --------- | -------- | ------ | ---------- | ---------- | ----------- | ----------- | -------- | ------ |
| 2012-13           | Liverpool         | Premier League    | 24        | 0         | 1        | 0      | 2          | 0          | 11          | 0           | 38       | 0      |
| 2011-12           | Liverpool         | Premier League    | 21        | 0         | 5        | 0      | 5          | 0          | 0           | 0           | 31       | 0      |
| 2010-11           | Liverpool         | Premier League    | 28        | 0         | 0        | 0      | 0          | 0          | 10          | 0           | 38       | 0      |
| 2009-10           | Liverpool         | Premier League    | 37        | 0         | 2        | 0      | 1          | 0          | 13          | 0           | 53       | 0      |
| 2008-09           | Liverpool         | Premier League    | 38        | 1         | 3        | 0      | 1          | 0          | 12          | 0           | 54       | 1      |
| 2007-08           | Liverpool         | Premier League    | 35        | 0         | 4        | 0      | 3          | 0          | 13          | 0           | 55       | 0      |
| 2006-07           | Liverpool         | Premier League    | 35        | 1         | 1        | 0      | 1          | 0          | 13          | 0           | 50       | 1      |
| 2005-06           | Liverpool         | Premier League    | 36        | 0         | 6        | 0      | 0          | 0          | 13          | 1           | 55       | 1      |
| 2004-05           | Liverpool         | Premier League    | 38        | 0         | 0        | 0      | 3          | 0          | 15          | 0           | 56       | 0      |
| 2003-04           | Liverpool         | Premier League    | 22        | 0         | 3        | 0      | 0          | 0          | 4           | 0           | 29       | 0      |
| 2002-03           | Liverpool         | Premier League    | 35        | 0         | 3        | 0      | 5          | 0          | 11          | 0           | 54       | 0      |
| 2001-02           | Liverpool         | Premier League    | 33        | 0         | 2        | 0      | 1          | 0          | 16          | 0           | 52       | 0      |
| 2000-01           | Liverpool         | Premier League    | 34        | 0         | 6        | 0      | 6          | 0          | 12          | 0           | 58       | 0      |
| 1999-00           | Liverpool         | Premier League    | 36        | 0         | 2        | 0      | 2          | 0          | 0           | 0           | 40       | 0      |
| 1998-99           | Liverpool         | Premier League    | 34        | 1         | 2        | 0      | 2          | 0          | 6           | 0           | 44       | 1      |
| 1997-98           | Liverpool         | Premier League    | 20        | 0         | 0        | 0      | 2          | 0          | 1           | 0           | 23       | 0      |
| 1996-97           | Liverpool         | Premier League    | 2         | 1         | 0        | 0      | 1          | 0          | 0           | 0           | 3        | 1      |